# Son Fornés
Son Fornés ist neben „Ses Païsses“ und „Capocorb Vell“ eine der bedeutendsten und besterhaltenen talayotischen Siedlungen Mallorcas. Es sind aus teilweise megalithischen Steinblöcken gebaute Siedlungen, die zwischen 1300 v. Chr. und 500 v. Chr. auf den Balearen entstanden.
Die archäologische Ausgrabungsstätte von Son Fornés befindet sich etwa 2,5 Kilometer nordwestlich des Ortes Montuïri an der Landstraße nach Pina. Die Fläche des bisher freigelegten Geländes beträgt rund drei Hektar, aber mehr als doppelt so viel befindet sich noch unter der Erde.

## Geschichte
Die Entstehung von Son Fornés wird in die Hauptphase des Talayotikums um das Jahr 900 v. Chr. datiert. Während des Posttalayotikums, von 550 bis 250 v. Chr., kam eine neue Bauphase hinzu, die die vorhandene Baumasse einbezog. Auch während der Klassischen Epoche von ca. 250 v. Chr., als Mallorca bereits unter punischem Einfluss stand und den Karthagern als Militärbasis diente, bis 100 n. Chr., also noch rund 200 Jahre nach der Eroberung der Insel durch die Römer, wurde an Son Fornés weitergebaut.
Erst kurz vor dem Fall des Weströmischen Reiches gegen Ende des 5. Jahrhunderts n. Chr. verlieren sich die Anzeichen der Besiedlung. Bis zur Entdeckung der Fundstätte von Son Fornés im Jahr 1975 waren die Siedlungsreste vollständig mit Erde bedeckt.

## Beschreibung
Bisher sind die Reste von mindestens drei runden Talayots mit angrenzenden Wohnhütten freigelegt worden. Diese sind umschlossen von einer Mauer, die dem Ganzen einen urbanen Charakter verleiht. Die Mauer wurde aus großen Kalksteinblöcken ohne Mörtel zusammengefügt. Eine Methode, die unter dem Namen „Paret seca“ heute noch auf den Balearen verbreitet ist. Man vermutet, dass in Son Fornés in talayotischer Zeit rund 400 bis 500 Menschen gelebt haben. Da der größte Teil des Geländes aber noch in der Erde verborgen ist, sind bei zukünftigen Grabungen Überraschungen möglich.

### Talayot Nr. 1

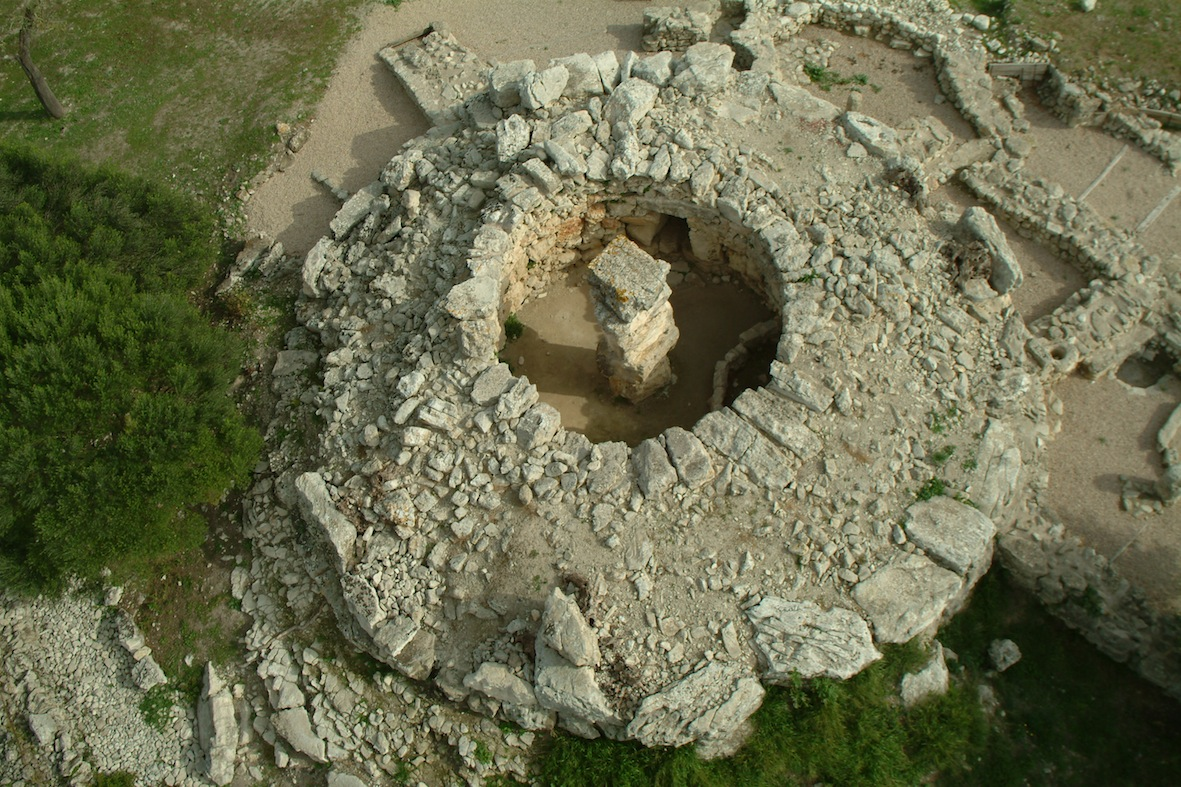
Talayot Nr. 1

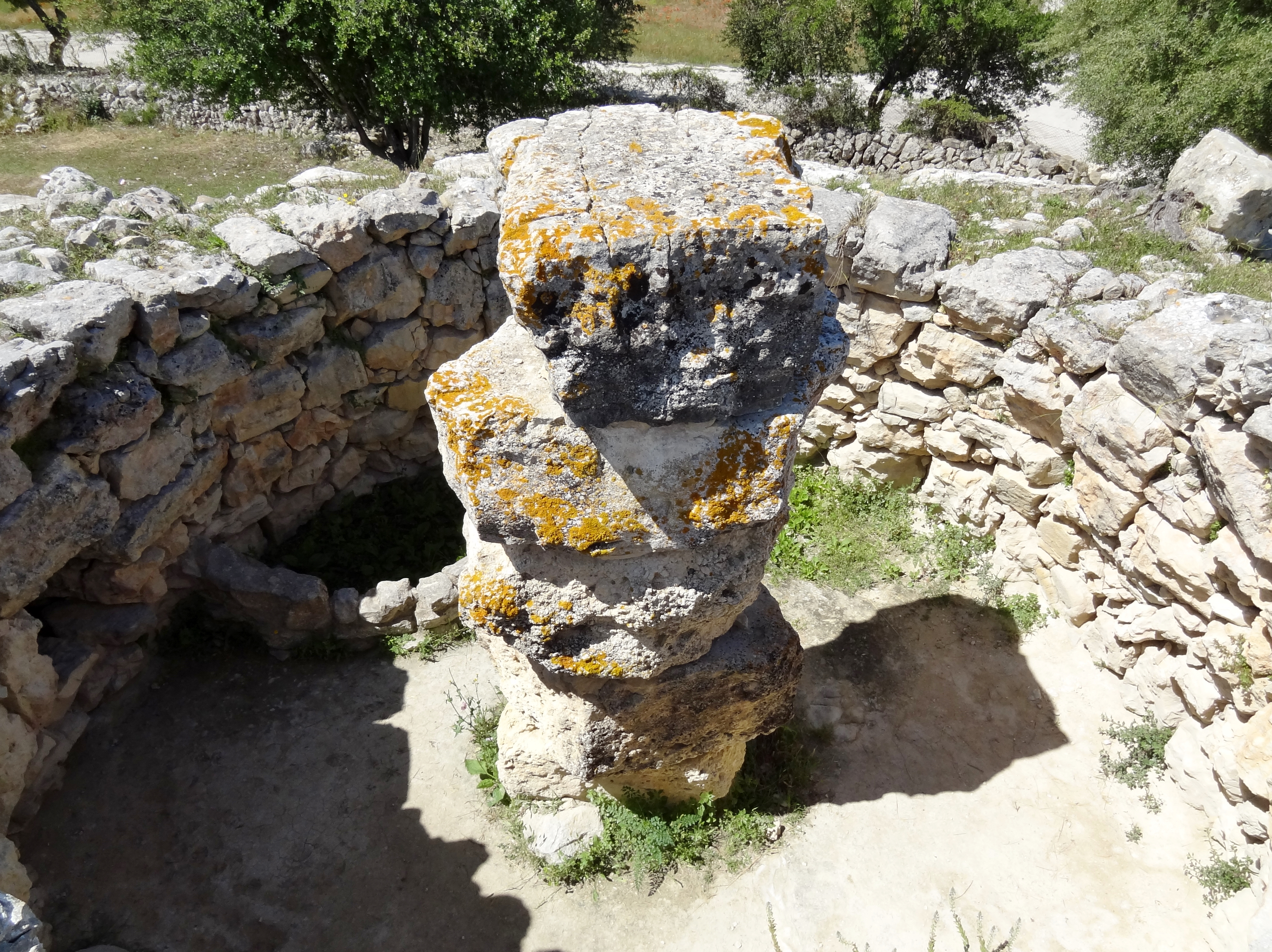
Mittelsäule und linksseitig Eingang zur Kammer

Mit 17 Meter Durchmesser und einer erhaltenen Höhe von 3,5 Metern gilt der Talayot Nr. 1 als größter und besterhaltener Talayot Mallorcas. Seine fünf Meter dicke Außenwand ist in Zweischalentechnik aus zwei Rundmauern errichtet, deren Zwischenraum mit losen Steinen gefüllt ist. Einzelne Steinblöcke haben ein Gewicht bis zu neun Tonnen. Berechnungen haben ergeben, dass zum Bau insgesamt rund 2000 Tonnen Stein verwendet wurden.
Den 31,5 m² umfassenden Innenraum erreicht man auf der östlichen Seite durch einen fünf Meter langen niedrigen Korridor. Hier hat man Reste von Scharnieren gefunden, die den Verschluss durch eine hölzerne Tür vermuten lassen. Im Innenraum befindet sich die erhaltene Mittelsäule, die einst als Stütze für die Decke diente. Zu den bemerkenswerten Dingen im Inneren gehört neben zwei Feuerstellen und einer niedrigen halbrunden Mauer auch eine kleine viereckige Kammer, die in die Mauer eingelassen ist. Ihre Bedeutung ist unklar.
Auf Grund gefundener Reste vermutet mann, dass das Dach aus radial verlegten Balken bestand, die mit einem Geflecht aus Ästen abgedeckt waren. Dann wurde die Fläche mit Tonerde versiegelt und mit kleinen Steinplatten belegt. Talayot Nr. 1 war angefüllt mit den Resten von Rindern, Ziegen und Schweinen, als man ihn ausgrub.

### Talayot Nr. 2

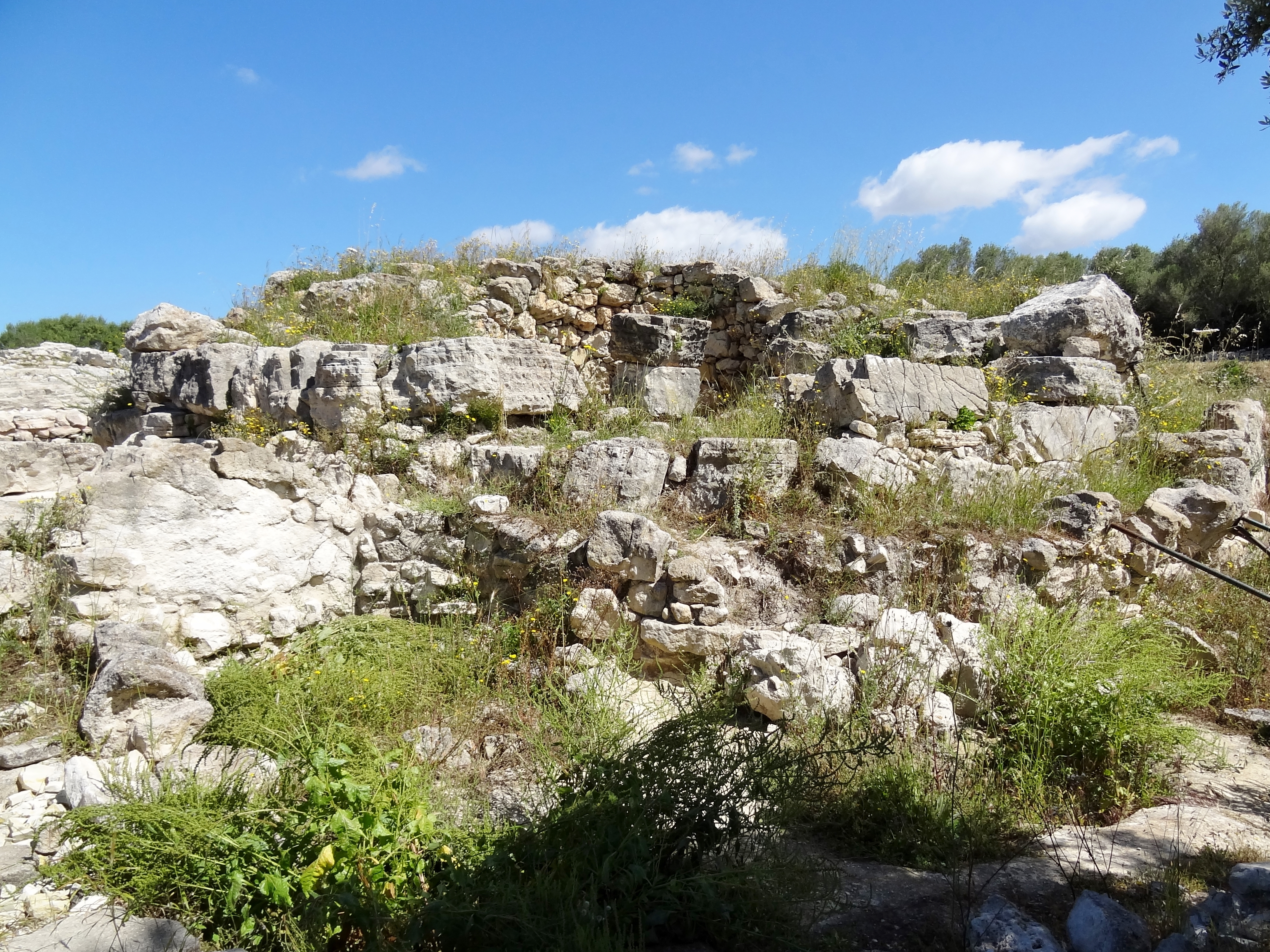
Talayot Nr. 2

Talayot Nr. 2 ist mit zwölf Metern Durchmesser deutlich kleiner. Er hatte wie Talayot Nr. 1 eine Dachterrasse. Nur von dieser erreichte man über eine Treppe entlang der runden Innenmauer den neun Quadratmeter großen Innenraum.
Der Talayot stellt eine Besonderheit unter den bisher bekannten Talayots Mallorcas dar, denn die im Inneren gefundenen Keramiken unterscheiden sich von der damals üblichen Gebrauchskeramik so deutlich, dass vermutet wird, es handelt sich bei diesem Talayot um eine Art Versammlungsraum. Hier kam wahrscheinlich nur eine begrenzte Anzahl Personen zusammen, vielleicht die Führer des Dorfes, um rituelle oder politische Zusammenkünfte abzuhalten.

### Talayot Nr. 3

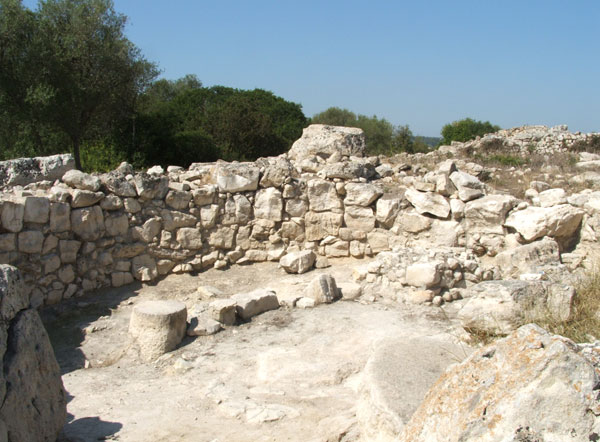
Talayot Nr. 3

Talayot Nr. 3 liegt mit den anderen beiden Talayots fast auf einer Linie und war mit diesen durch eine zwei Meter breite Mauer verbunden, die die Siedlung nach außen abschloss. Er hat mit einem Durchmesser von 12,5 Meter etwa die Größe von Talayot Nr. 2, sein Innenraum besitzt aufgrund der dünneren Außenmauer aber eine um sieben Quadratmeter größere Fläche als Talayot Nr. 1. Sein Eingang befindet sich wie bei diesem auf der Ostseite, ist aber deutlich breiter angelegt als bei Talayot Nr. 1. Von der Innenausstattung ist wenig erhalten geblieben, da Talayot Nr. 3 auch in späteren Zeiten genutzt wurde.

### Heiligtümer

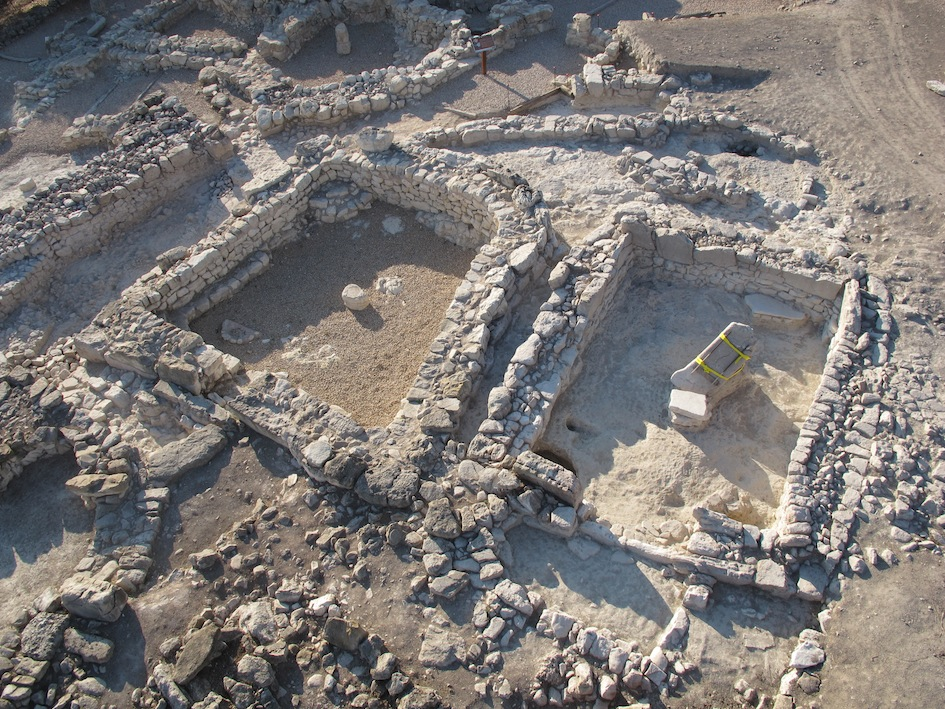
Heiligtümer 1 (links) und 2

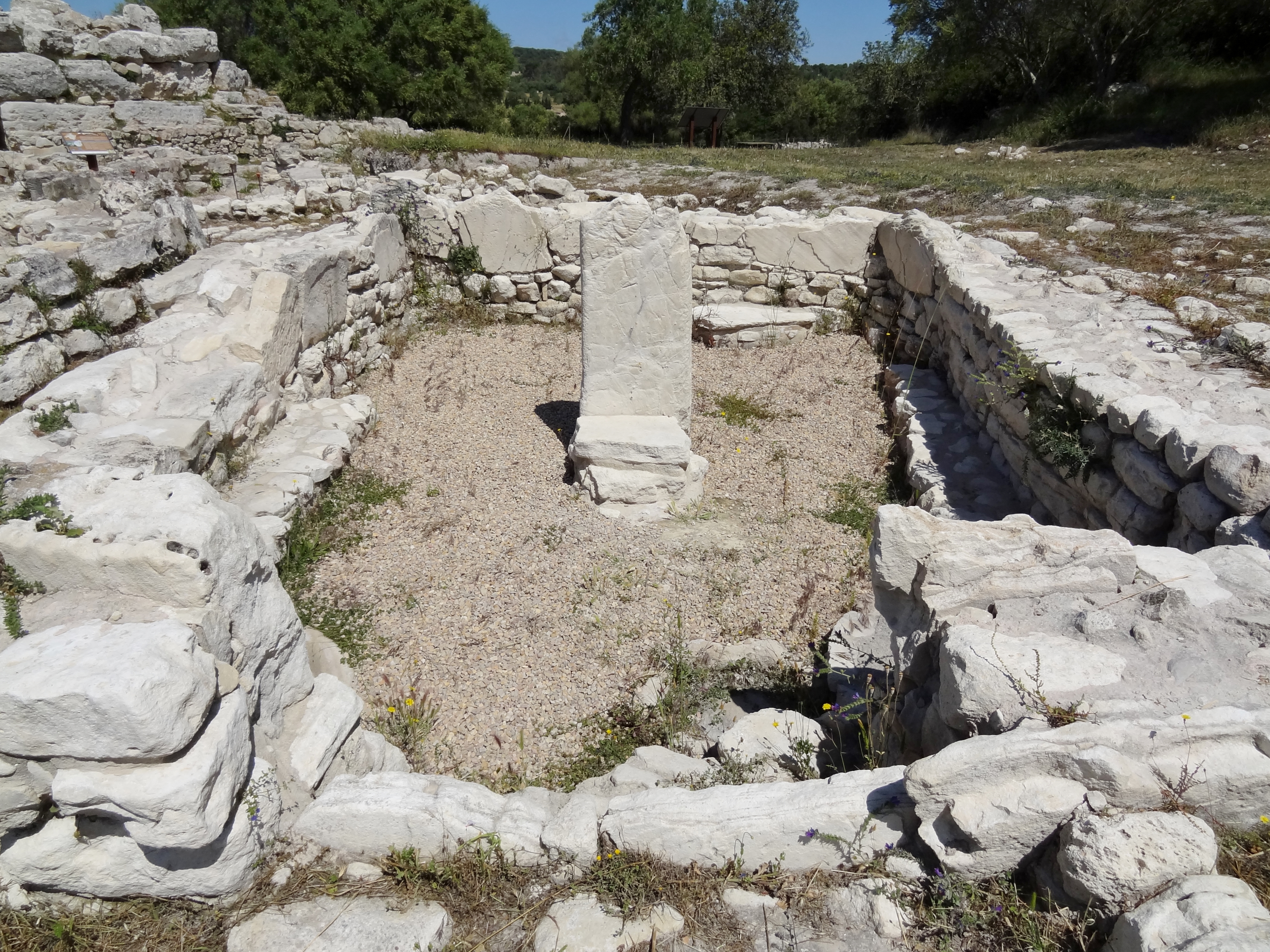
Heiligtum 2

In Son Fornés gab es zwei Heiligtümer, die direkt nebeneinander liegen. Das Heiligtum Nr. 2, das später ausgegraben wurde, schließt sich im Nordosten an das Heiligtum Nr. 1 an.
Das Heiligtum Nr. 1 hat einen apsidenförmigen Grundriss mit leicht nach innen gewölbter Fassade. Die Außenmaße sind 7,80 Meter (von der Apsis zur Fassade) und 8,80 Meter (Breite der Fassade). Die doppelten Wände haben eine durchschnittliche Dicke von 1,20 Meter. Die Fläche des Innenraums beträgt 30,66 m². Der einzige Zugang befindet sich in der Mitte der Fassade. Im Innern des Gebäudes ist die Basis einer zentralen Säule erhalten. Etwa 0,40 Meter breite Bänke laufen an der Innenwand der Fassade und dem angrenzenden Teil der Seitenwände entlang. Es wurden zwei Strukturen aus gebrannten Tonplatten begrenzt durch halbkreisförmig gelegte Steine gefunden. Aschefunde belegen, dass es sich um Feuerstätten handelt.
Das Heiligtum Nr. 2 ist ein rechteckiges Gebäude mit abgerundeten Ecken und doppelten Wänden. Es ist 7,80 Meter lang und 7,10 Meter breit. Der Innenraum besitzt eine Fläche von 19 m². Zentrales Element ist ein zentraler aufrecht stehender 1,70 Meter hoher, 0,60 Meter breiter und 0,24 Meter dicker Monolith, der mit einer ebenen Steinplatte einen monumentalen Sitz mit Blick auf den Eingang ergibt. In den beiden Winkeln an der Fassade befinden sich ein 0,92 Meter großes Wasserbecken und eine Feuerstelle.

### Wohnhäuser
Die Bewohner von Son Fornés lebten hier wie in anderen talayotischen Dörfern in kleinen Häusern, die zwischen Talayot und Umfassungsmauer wie Reihenhäuser aneinander gebaut waren. Fünf dieser Häuser, die 1988 entdeckt wurden, bestehen aus einer rechteckigen Außenmauer, die im Inneren neben der Mittelsäule zur Abstützung des Daches ein bis drei Räume von etwa 30 bis 45 m² enthielten. Jedes Haus verfügte über eine Feuerstelle und eine in den Felsen gehauene Zisterne oder ein größeres Keramikgefäß zur Wasserversorgung.

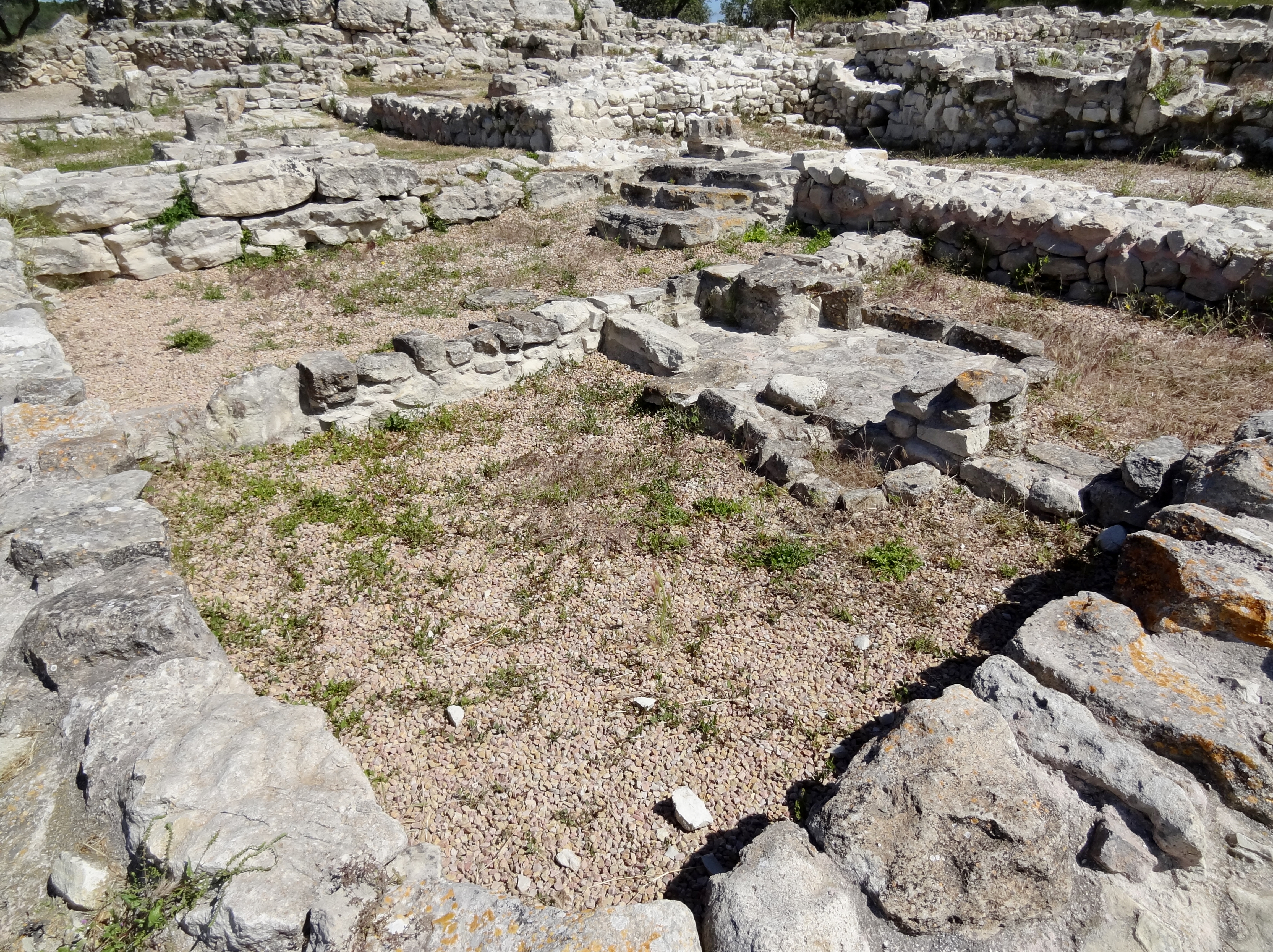
Talayotisches Haus Nr. 5

In jedem Haus wohnten etwa sechs bis zehn Menschen, wahrscheinlich ganze Familien. Die einheitliche Ausstattung lässt keine sozialen Ungleichheiten und keine Arbeitsteilung zwischen den Hausgemeinschaften erkennen. Das größte talayotische Haus (HT5) verfügte bei 45 m² Grundfläche über drei Zimmer. Der Innenraum war über eine Treppe erreichbar. In der „Küche“ diente eine große Steinplatte der Nahrungszubereitung. Hier fand man ein vielfältiges Inventar an Gefäßen, Schalen und Töpfen.
Aus der talayotischen Zeit stammen sechs Häuser oder Räume. Drei (HT1, HT4 und HT7) waren an die Ostseite des Talayot Nr. 2 gebaut, eines an dessen Südseite (HT2) und eines an die Südostseite von Talayot Nr. 2 (HT6). Zwei der Häuser schlossen an das Haus HT2 in südöstlicher Richtung an (HT3 und HT5). Die talayotischen Häuser wurden durch einen großflächigen Brand zerstört. In nachtalayotischer Zeit entstanden nach Wegräumen oder Einebnen der Trümmer neue, verstreut liegende Bauten. Aus römischer Zeit sind die Grundmauern von etwa zwanzig Räumen erhalten, die als Lager und Werkstätten genutzt wurden.

## Museum

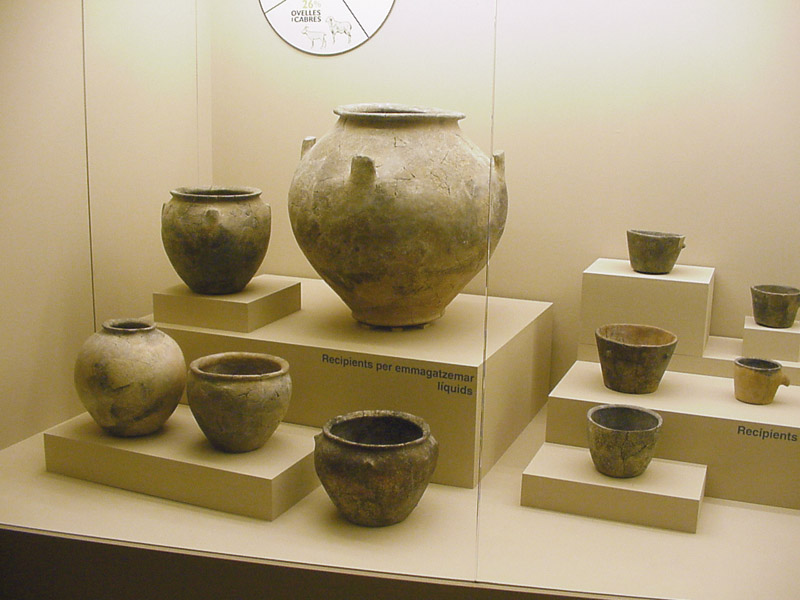
Fundstücke im Museum

In der historischen Mühle „Molí d’en Fraret“ im nahen Montuïri unterhält die „Fundación Son Fornés“ ein kleines Museum. Gezeigt werden Funde aus Son Fornés, Tafeln mit geschichtlichen Einordnungen und Darstellungen über das dortige Leben während der rund 1500-jährigen Besiedlung.